# Klovkobben
Klovkobben är en ö i Finland. Den ligger i Skärgårdshavet och i kommunen Pargas i den ekonomiska regionen  Åboland i landskapet Egentliga Finland, i den sydvästra delen av landet. Ön ligger omkring 73 kilometer väster om Åbo och omkring 210 kilometer väster om Helsingfors.
Öns area är 0,4 hektar och dess största längd är 110 meter i nord-sydlig riktning. Närmaste större samhälle är Houtskär, 17,3 km öster om Klovkobben.